# Musze opowieści
Musze Opowieści (ang. Fly Tales) – kanadyjski serial animowany opowiadający o przygodach muszki, która wykluła się z jaja na korzeniu marchwi.
Animacja powstała na podstawie komiksu Mucha (fr. La Mouche) autorstwa Lewisa Trondheima. Album ukazał się w Polsce w 2009 roku nakładem imprintu Mroja Press wydawnictwa Timof i cisi wspólnicy.

## Spis odcinków
1. The Clones
2. The Drop Of Orange
3. On Christmas Tree
4. The Fly and the Beatle
5. The Fly, the Brute and the Beatle
6. The Disappearance
7. The Fly and the Termite
8. Fear of the Dark
9. The Blind Fly
10. Mission Control
11. Dog Bug
12. The Fly and the Baby
13. Heads Up
14. Superfeast at the Supermarket
15. Fly Me to the Moon
16. Desperatly Seeking Shoes
17. Showtime
18. Snowfly
19. The Bumblebee
20. The Gum Machine
21. The Cosmos and Beyond
22. Inside a Dog
23. The Radio
24. The Beach
25. The Chocolate Coin
26. Astrofly
27. The Sand Castle
28. All Nightclubbing
29. The Ghost
30. Tornado
31. The Photograph
32. Policefly
33. The Guilded Cage
34. Nightmare
35. The Ants
36. Toys
37. The Orchestra
38. The Factory
39. Angel and Devil
40. The Fax Machine
41. Doctor Fly and Mister Bzzz
42. Superfly
43. The Butterfly's Ball
44. The Cockroach
45. The Thief
46. Hiccups
47. The Treasure
48. Sleep
49. The Glutter
50. The Jungle
51. The Genius
52. Busy as a Bee
53. The Restaurant
54. The Old House
55. The Gym
56. The Worm
57. It's a Wonderful Fly
58. The Museum
59. The Comic Strip
60. Soccer Madness
61. The Production Line
62. The Cuckoo Clock
63. The Matador
64. Rock-a-bye Fly
65. Hair